# Cainotherium
Cainotherium — вимерлий рід доісторичних парнокопитних тварин розміром з кролика. Ці травоїдні мешкали в Європі з еоцену до раннього міоцену. Анатомія скелета цих зайцеподібних тварин припускає, що вони, разом з іншими членами Cainotheriidae, належать до підряду парнокопитних, а також ореодонтів і сучасних верблюжих. Види мали роздвоєні копита, подібні до копитних тварин або оленів, хоча форма та довжина кінцівок свідчать про те, що живі тварини рухалися стрибками, як кролик. Форма зубів також свідчить про кролячу дієту, тоді як розмір слухової булли та форма мозку свідчать про те, що він мав хороший слух і нюх.